# Isadora Juice
Isadora Juice, de son vrai nom Rossella Peccerillo (né en 1959 à Rome), est une chanteuse italienne.

## Biographie
Isadora Juice entre dans le monde du spectacle en 1979 en participant à l'émission Domenica in en tant qu'assistante et en sortant son premier single, Isadora/Donna automatica. L'année suivante, elle joue dans la série Ora zero e dintorni dans le rôle de Mira et au théâtre, elle fait partie de la troupe d'Alberto Lionello,.
Si sa musique n'a jamais connu le succès dans son pays d'origine, elle a été particulièrement appréciée en Suède, où ses deux albums publiés sous le label RCA Victor sont entrés au Sverigetopplistan : Isadora à la 18e place en 1981 et Isadora II à la 26e place en 1983. En outre, en 1982, elle a interprété la chanson thème de l'émission de radio suédoise Eldorado ; le single homonyme s'est classé à la 9e place des charts, son meilleur classement.

## Discographie

### Albums studio
- 1981 : Isadora
- 1983 : Isadora II

### Singles
- 1979 : Isadora/Donna automatica
- 1981 : Musica magica
- 1982 : Bello - brutto
- 1982 : Eldorado
- 1983 : Scacco matto